# Kanton Torigni-sur-Vire
Der Kanton Torigni-sur-Vire war von 1790 bis 2015 ein französischer Wahlkreis im Arrondissement Saint-Lô, im Département Manche und in der Region Basse-Normandie; sein Hauptort war Torigni-sur-Vire. Der Kanton war 154 km² groß und hatte (1999) 11.693 Einwohner, was einer Bevölkerungsdichte von 76 Einwohnern pro km² entsprach.

## Gemeinden
Der Kanton bestand aus 15 Gemeinden:
| Gemeinde           | Einwohner Jahr | Fläche km² | Bevölkerungsdichte | Code INSEE | Postleitzahl |
| ------------------ | -------------- | ---------- | ------------------ | ---------- | ------------ |
| Biéville           | 189 (2013)     | 5,56       | 34 Einw./km²       | 50054      | 50160        |
| Brectouville       | 168 (2013)     | 3,74       | 45 Einw./km²       | 50075      | 50160        |
| Condé-sur-Vire     | 3.777 (2013)   | 24,85      | 152 Einw./km²      | 50139      | 50890        |
| Giéville           | 704 (2013)     | 10,33      | 68 Einw./km²       | 50202      | 50160        |
| Guilberville       | 1.081 (2013)   | 22,15      | 49 Einw./km²       | 50224      | 50160        |
| Lamberville        | 177 (2013)     | 7,12       | 25 Einw./km²       | 50261      | 50160        |
| Montrabot          | 70 (2013)      | 3,86       | 18 Einw./km²       | 50351      | 50810        |
| Le Perron          | 210 (2013)     | 4,66       | 45 Einw./km²       | 50398      | 50160        |
| Placy-Montaigu     | 224 (2013)     | 8,99       | 25 Einw./km²       | 50404      | 50160        |
| Précorbin          | 528 (2013)     | 7,21       | 73 Einw./km²       | 50414      | 50810        |
| Rouxeville         | 346 (2013)     | 5,83       | 59 Einw./km²       | 50441      | 50810        |
| Saint-Amand        | 2.366 (2013)   | 29,2       | 81 Einw./km²       | 50444      | 50160        |
| Saint-Jean-d’Elle  | 2.415 (2013)   | 13,37      | 181 Einw./km²      | 50492      | 50810        |
| Torigny-les-Villes | 4.307 (2013)   | 3,01       | 1431 Einw./km²     | 50601      | 50160        |
| Vidouville         | 139 (2013)     | 4,46       | 31 Einw./km²       | 50635      | 50810        |

## Bevölkerungsentwicklung
| 1962 | 1968   | 1975   | 1982   | 1990   | 1999   | 2006   | 2011   |
| ---- | ------ | ------ | ------ | ------ | ------ | ------ | ------ |
| 9460 | 10.526 | 10.856 | 11.442 | 11.712 | 11.693 | 12.281 | 12.935 |